# Villa L'Arcipresso
Villa l'Arcipresso (o villa Mirenda) è una villa situata nel comune di Scandicci.

## Storia e descrizione
Le notizie più antiche sono riferite al 1688 quando  passò di proprietà dai Tanagli agli  Scapella. Nel 1749 la proprietà è di Benedetto Caccini  e successivamente (1755) di Antonio Sigismondo Vinci. A metà dell'Ottocento fu la volta dei Galletti e poi dei Mirenda. 
La villa si trova nei pressi della chiesa di Sant'Andrea a Mosciano; nei pressi della villa è edificata una casa colonica con tabernacolo in maiolica. Nel giardino antistante la villa si trovano varie specie di alberi, di fronte alla villa è presente un pozzo. L'aspetto è settecentesco a forma di parallelepipedo e con sviluppo su due piani che presentano finestre di diverso tipo. Ampie e con inferriate a pian terreno, più piccole e aperte al piano superiore. La porta di ingresso è protetta da un baldacchino  in ghisa che risale ai primi del '900. In corrispondenza  con l'entrata centrale, sul tetto è presente un abbaino a torretta. 
Nella villa tra il 1926 ed il 1927 soggiornò con la moglie lo scrittore inglese David Herbert Lawrence e proprio qui scrisse uno dei romanzi più discussi di tutti i tempi "L'amante di Lady Chatterley".